# Île de Chira
Pour les articles homonymes, voir Chira.
L'île de Chira est une île du Costa Rica située dans le golfe de Nicoya, dans la province de Puntarenas. 
Elle a une superficie de 43 km2, ce qui en fait la deuxième plus grande île du Costa Rica, juste derrière l'île Calero, qui a une superficie de 151,6 km2. Sa population est estimée à 1 576 habitants (2011). Le centre administratif du district de Chira est le village de Nancite, situé à une altitude de 15 mètres. Il y a aussi les villes de Bocana, Lagartero, Montero, Pilas, Pochote, Puerto Coloradito, Puerto Mauricio et Puerto Palito.
L'île, située devant l'embouchure de la rivière Le Tempisque, contient la plus grande biodiversité de flore de forêt tropicale sèche du Costa Rica. Trois villages constituent le noyau principal de leur population, situés à l'extrémité nord de l'île. La partie orientale est dominée par les mangroves.
Grâce au soutien des universités d’État, des activités écotouristiques et durables très bénéfiques pour la communauté et les écosystèmes locaux ont été mises en place et organisées, telles que l’Association des pêcheurs artisanaux, des femmes artisans et des semeuses de Piangua.